# Kopolymer
Kopolymer (někdy též heteropolymer) je polymer, jehož makromolekula se skládá z nejméně dvou druhů monomeru (též jen meru) s různým uspořádáním. Tím se liší od homopolymeru.

## Členění

Homopolymer (1) a druhy kopolymerů (2-5)

Podle řazení monomerů dělíme kopolymery na:
- Střídavé, jejichž řetězce tvoří pravidelně se střídající monomery (č. 2)
- Statistické, jejichž řetězce jsou tvořeny nepravidelně, nahodile se střídajícími monomery (č. 3)
- Blokové, jejichž řetězce tvoří dva nebo více bloků monomerů (č. 4)
- Roubované, které tvoří řetězec monomerů, na který jsou „naroubovány“ postranní řetězce jiného druhu monomeru (č.5)

Polymery, tedy i kopolymery můžeme členit podle tvaru makromolekul na:
- Lineární polymer, který má lineární tvar molekul bez bočních řetězců a vzniká z dvojfunkčních monomerů
- Rozvětvený polymer, jehož molekula je rozvětvena bočními řetězci, vzniká z vícefunkčních monomerů
- Sesíťovaný polymer, polymer s makromolekulami vzájemně sesíťovanými, vzniká z vícefunkčních monomerů, spojováním lineárních nebo rozvětvených makromolekulárních řetězců příčnými vazbami do struktury prostorové sítě, druhem síťování lineárních kopolymerů je např. vulkanizace, kterou vzniká pryž

Příkladem kopolymeru je ABS (Akrylonitrilbutadienstyren), nebo SBS (styren-butadien-styren též SBR – styrene butadiene rubber, styrenový kaučuk užívaný při výrobě pneumatik), Cyanofycin, Vimentin.

## Kopolymerní textilní vlákna
Jedná se o vlákna s molekulovými řetězci z různých, pravidelně rozložených monomerů. Všechny složky sloučeniny polymerizují společně, vhodným složením kopolymerů lze zlepšit vlastnosti výsledné textilie, např. afinita k barvivům, termální stabilita, antistatika apod.
Příklady: modakryl, kopolyester